# Kimstad
Kimstad è un'area urbana della Svezia situata nel comune di Norrköping, contea di Östergötland.
La popolazione risultante dal censimento 2010 era di 1 510 abitanti .